# 950 Ahrensa
Ahrensa (asteroide 950) é um asteroide da cintura principal com um diâmetro de 15,03 quilómetros, a 1,9956173 UA. Possui uma excentricidade de 0,1586387 e um período orbital de 1 334,25 dias (3,65 anos).
Ahrensa tem uma velocidade orbital média de 19,33950633 km/s e uma inclinação de 23,46038º.
Esse asteroide foi descoberto em 1 de Abril de 1921 por Karl Reinmuth.